# Buddy Joe Hooker
Buddy Joe Hooker est un acteur, assistant réalisateur, cascadeur et coordinateur des cascades américain. Il est l'un des cascadeurs les plus réputés, notamment dans les cascades en voiture pour le cinéma et la télévision.
Il est le fils du cascadeur Hugh Hooker et le frère du cascadeur Billy Hank Hooker. Sa femme Gayle Sherman est également cascadeuse, ainsi que leurs enfants Kanan et Houston.
Il a participé en tant que cascadeur à plus de 150 films : Le shérif est en prison, Rencontres du troisième type, L'Anti-gang, Rambo, Octopussy, L'Étoffe des héros, Scarface, L'Arme fatale 2, L'Arme fatale 3, Terminator 2 : le Jugement dernier, Jours de tonnerre, 40 ans, toujours puceau, Boulevard de la mort, La Loi et l'Ordre, ...
Il est membre de l'association Hollywood Stuntmen's Hall Of Fame.